# ناحية إدارية
الناحية الإدارية في التقسيم الإداري هي وحدة إدارية ومالية مستقلة عما حولها من البلاد، وتضم عددا من الوحدات الأصغر.

## مصر
تبعًا للتقسيم الإداري الحديث في مصر تقسم البلاد إلى محافظات، والمحافظة إلى مراكز، والمركز إلى نواحي، والناحية إلى قرى وعزب ونجوع وكفور، والكفر يعم استخدامه في الوجه البحري، أما في الوجه القبلي فيحل مكانه النجع أو العزبة. للناحية دفتر مواليد ودفتر وفيات ودفتر انتخاب خاص بها. وللناحية شيخ بلد تعينه الحكومة مكلف بتلك الدفاتر المذكورة. كما أن لها عمدة ينتخب انتخابا مهمته ضبط الأمن، ويعمل بدون أجر، وله خفر يساعدونه توظفهم الحكومة وتدفع لهم الرواتب.
وفي التقسيم الإداري القديم لمصر:
- المحافظة هي عبارة عن مدينة يدير أعمالها حاكم يعرف بالمحافظ وجميع محافظات مصر توجد على شاطئ البحر أو قريبة منه عدا محافظة مصر (القاهرة) فإنها في داخل البلاد.
- المديرية هي إقليم زراعي محدود يدير أعماله حاكم يلقب بالمدير، وتنقسم المديرية إلى مراكز.
- المركز هو جزء من المديرية يدير أعماله حاكم يعرف بمأمور المركز ويشتمل المركز على مدن تعرف بالبنادر أو النواحي ثم على قرى تسمى بأسماء مختلفة مثل كفور وعزب وكيمان وجزائر ونزلات ونجوع الخ. ثم على جهات زراعية كابعادية وتفتيش وجفلك.
- البندر هو ناحية جعلت مركزا للتجارة وبها سوق أو اسواق ويوجد فيها غالبا إدارة المركز التابع للمديرة أو ذات ديوان المديرية.
- الناحية هي قرية تابعة لمركز أرضها محدودة. وقد يتبعها عزب واباعد وكفور وما أشبه ذلك.
- الكفر هو جهة منتزعة من ناحية قريبة منها ويسمى باسم الناحية المنتزع منها، ولأغلب النواحي المشهورة كفور تابعة لها.
- العزبة هي مسكن مبني في وسط أرض زراعية تابعة لناحية من النواحي يسكنه أشخاص يشتغلون في تلك الأرض وتسمى باسم من يمتلكها ومع تقادم العهد وتكاثر السكان فيها قد تصير ناحية.
- النجع أو النزلة يطلق على بعض أراض يسكنها العربان ويشتغلون بزراعتها.
- الأبعادية هي أرض تابعة لناحية يزرعها مالكها بواسطة أهالي الناحية أو يؤجرها بمعرفتها وتسمى غالبا باسمه.
- التفتيش هو إدارة زراعية يتبعها عدة نواح وهي تابعة للحكومة أو لبعض الوجوه. وقد يكون بها عزب واباعد للغير أو لأهاليها.
- الجفلك (اصلها جفتلك "çiftlik" كلمة تركية معناها مزرعة) هو ارض زراعية متسعة تابعة لأعضاء العائلة الفخيمة الخديوية أو لاحد الوجوه المشهورين يتبعها نواح. ولا يمتلك الأهالي شيء فيها بل هم يشتغلون بالزراعة فيها ما بين مؤجر ومزارع وصانع.

والناحية نوعان، إدارية ومالية:
1. الناحية المالية: هي كل بلدة منفصلة في إدارتها أي في سلطتها الداخلية عن البلاد المجاورة لها أي لها عمدة ومشايخ لإدارتها وخفراء لحفظ الأمن في زمامها ولها زمام خاص من الأراضي الزراعية بحدود معروفة تفصلها عن زمام البلاد المجاورة لها، وهذا الزمام محصور بأسماء أصحاب الأطيان في خريطة مساحية وفي دفتر مساحة ودفتر مكلفة وجريدة للأموال الأميرية ويكون لهذه الناحية دفتر مواليد ودفتر وفيات ودفتر انتخاب، وهذه هي الوحدة المالية التي أطلق عليها كتاب الخراج اسم البلدة في الزمن القديم والحديث.
2. الناحية الإدارية: فهي عبارة عن جملة عزب أو نجوع أو كفور قريبة من بعضها البعض وبعيدة عن سكن البلاد الأصلية تفصل من توابع بعض النواحي في منطقة متجاورة وتضم إلى بعضها ويعين لها عمدة لإدارتها وخفراء لحفظ الأمن فيها ويكون لها دفتر مواليد ودفتر وفيات ودفتر انتخاب على أن تكون أراضي هذه الوحدة الإدارية من الكفور[ا] والعزب تابعة من الوجهة المالية للبلاد الأصلية الواقع في زمامها هذه الكفور والعزب.

## العراق
تبعًا للتقسيم الإداري في العراق تقسم البلاد إلى محافظات، والمحافظة إلى أقضية ونواحي، والناحية عبارة عن مدينة أو بلدة وتتبع الناحية القَصَبة التي هي أصغر تقسيم إداري.

## سورية
وتبعًا للتقسيم الإداري في سورية، تقسم البلاد إلى محافظات والمحافظة إلى مركز ومناطق، والمنطقة إلى مركز ونواحي، والناحية مدينة أو بلدة تضم قرى.

## الملاحظات
1. ↑  والكفر (بالسريانية: ܟܰܦܪܳܐ) كلمة سريانية أوردها أبو صالح الأمني في كتابه « الأديرة والكنائس » وفيه سجل لحصر الكور والقرى في عهد الخليفة الفاطمي المستنصر بالله الذي حكم من سنة 427 هـ إلى سنة 487 هـ، ولا يوجد في كتاب التحفة السنية إلا 30 كفراً زادت إلى 120 في العهد العثماني، وفي عهد محمد علي بلغت 325 كفراً ووصلت في أواخر حكم سعيد إلى 600 كفرا. والعادة في الكفر أن يكون بجوار بلدته الأصلية مثل كفر العمار وكفر دنشواي ما عدا مديرية البحيرة فقد شذت عن هذه القاعدة فانه يوجد بها كفور منسوبة إلى نواح بعيدة عنها جداً مثل كفر بولين في مركز كفر الدوار في حين أن بولين في مركز كوم حماده ومنشاة أريمون في مركز المحمودية في حين أن أريمون في كفر الشيخ بمديرية الغربية.[4]